# (15378) Artin
(15378) Artin est un astéroïde de la ceinture principale découvert par Paul G. Comba en 1997. Sa désignation temporaire est 1997 PJ2.

## Orbite
Artin a un périhélie de 2,062 UA et un aphélie de 3,003 UA. Il tourne autour du Soleil en 1472 jours. Son inclinaison est de 15,9°.

## Caractéristiques
Sa magnitude absolue est de 15,9.